# Aleochara obscurella
Espèce
Synonymes
- Emplenota obscurella (Gravenhorst, 1806)
- Aleochara algarum Fauvel, 1862
- Polystoma algarum  (Fauvel, 1862)
- Aleochara fuliginosa Mulsant et Rey, 1870

Aleochara obscurella est une espèce d' insectes coléoptères de la famille Staphylinidae. À l'instar des espèces du genre Aleochara, cette espèce est propre aux côtes littorales et plus spécifiquement aux rivages atlantiques européens. Ses larves sont endoparasites des pupes de diptères spécialisés dans la décomposition du varech.

## Description
De 4,4 mm de long et 1,1 mm de large, l'imago a un corps noir mat allongé, subdéprimé, finement et densément pubescent. Les pièces buccales, la base des antennes et le bout des pattes sont d'un roux obscur. La tête est sensiblement moins large que le prothorax, assez grossièrement et assez densément ponctuée sur les côtés. Les antennes sont courtes, avec le troisième article un peu moins long que le deuxième. Le prothorax est transverse et subrétréci en arrière, un peu moins large que les élytres. Il est également sensiblement arqué sur les côtés. Les élytres sont assez fortement transverses, subdéprimées, un peu plus longues que le prothorax et assez densément ponctuées. L'abdomen est légèrement
et éparsement ponctué. Les tarses postérieurs sont peu allongés.

## Éthologie

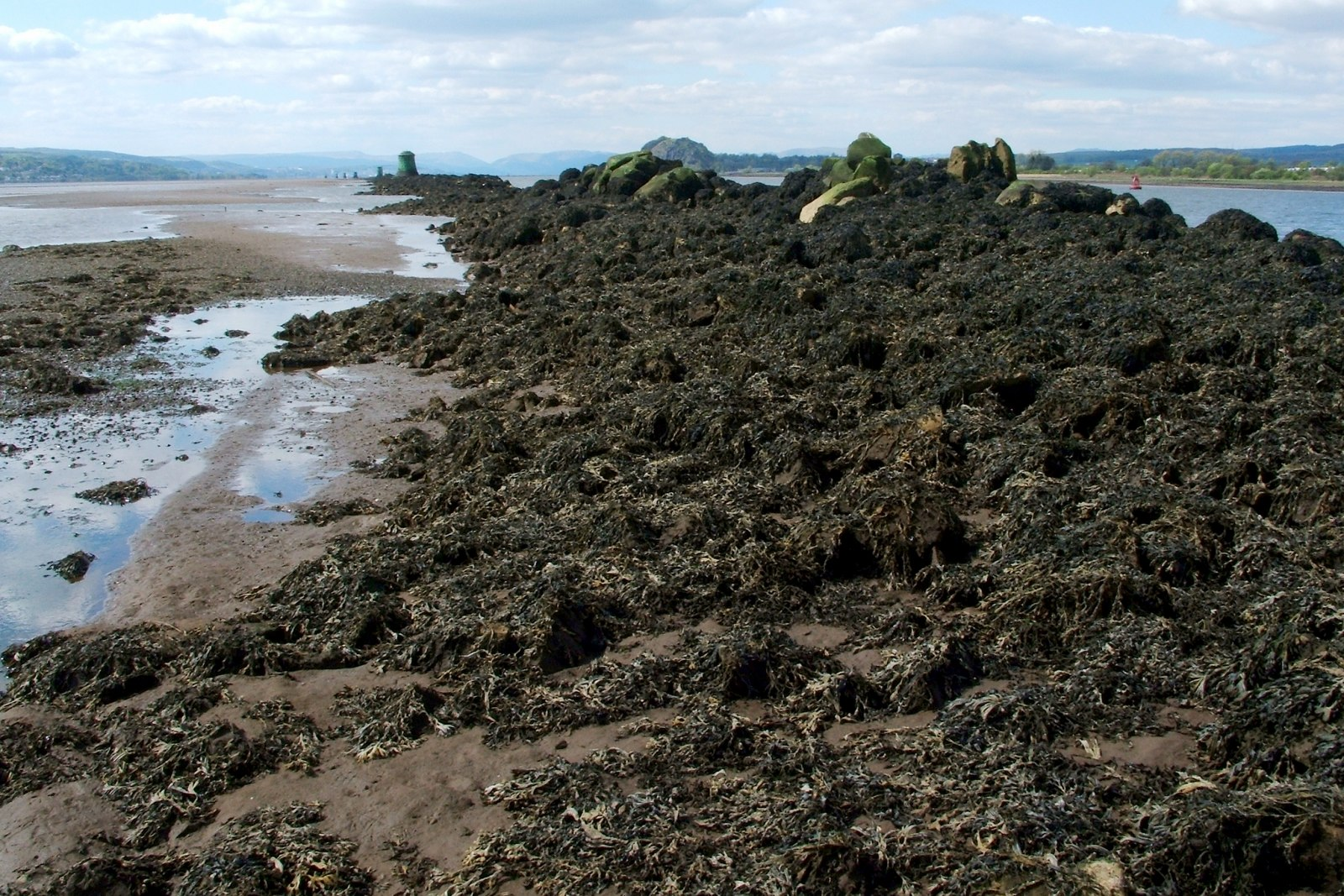
Varech (Milton Island, Ecosse)

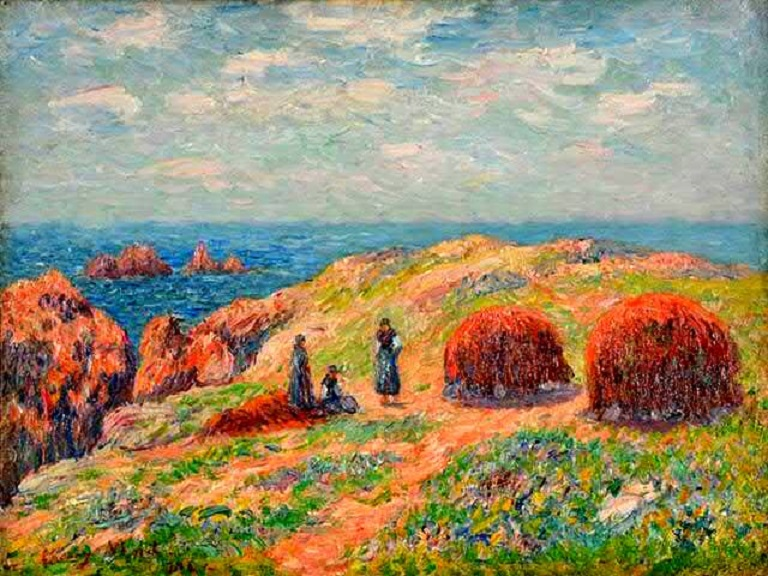
Goémonières et tas de goémon en train de sécher (tableau intitulé Falaises d'Ouessant, d'Henry Moret)

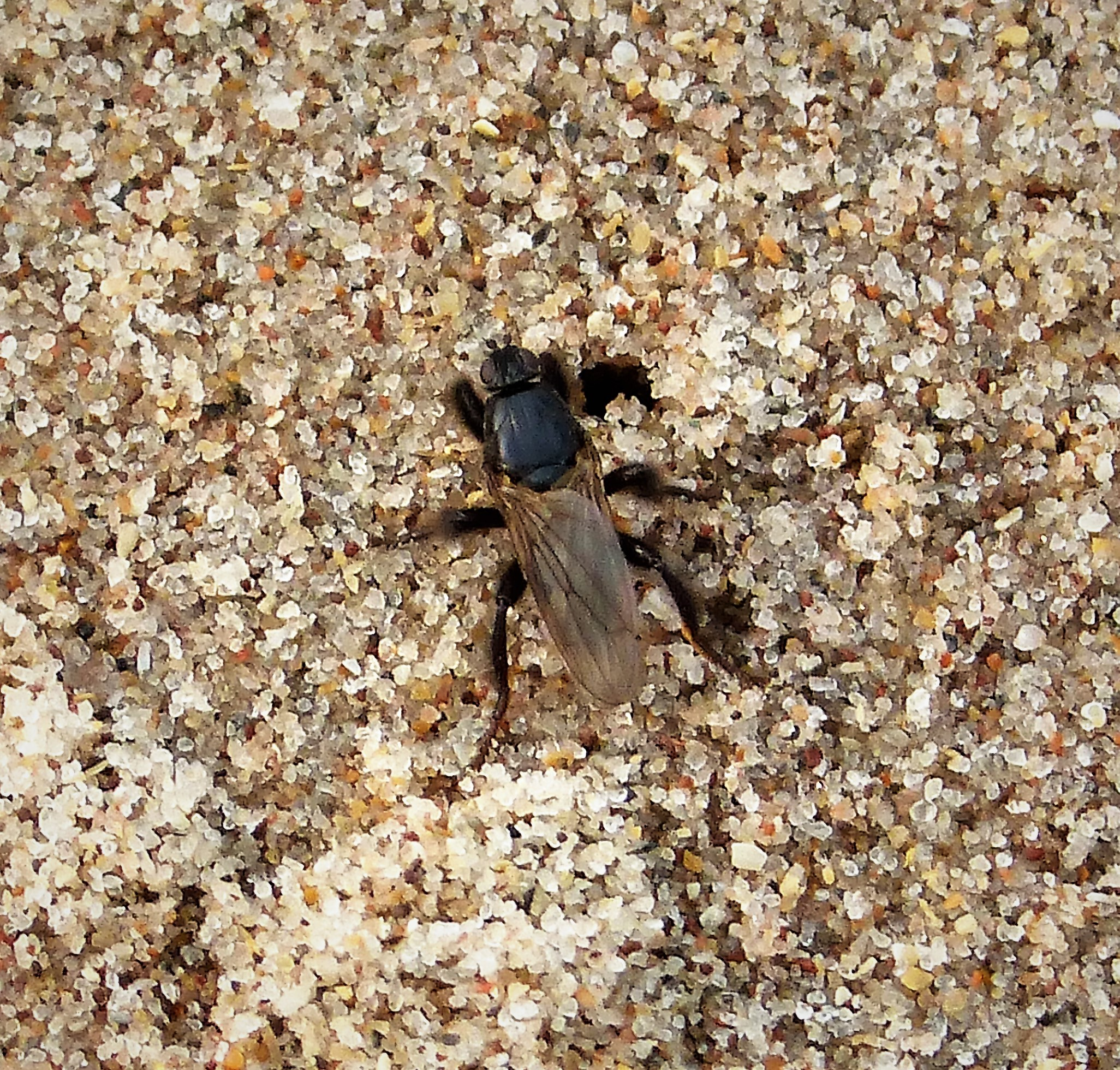
Coelopa pilipes (Écosse)

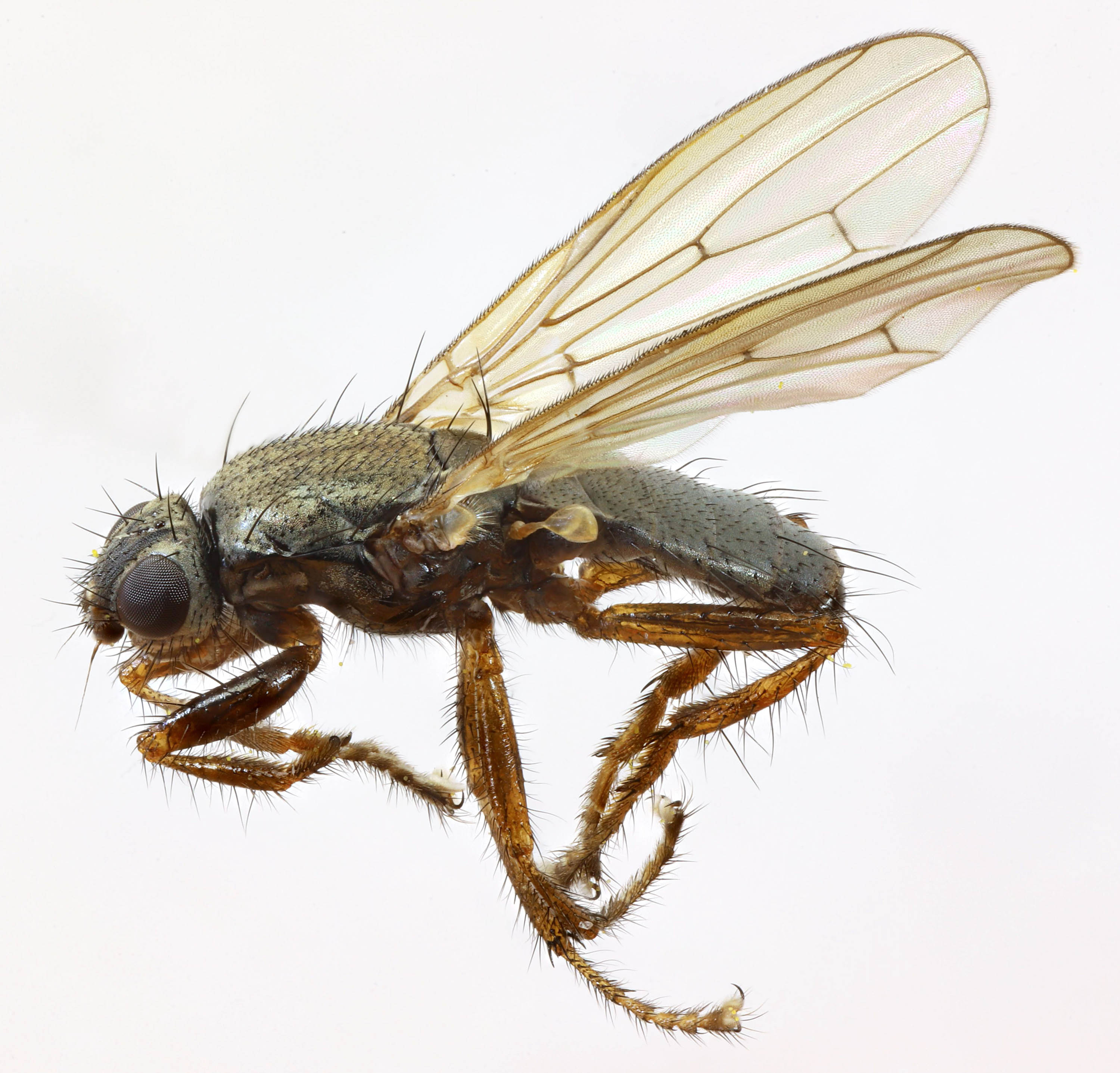
Coelopa frigida (Pays de Galles)

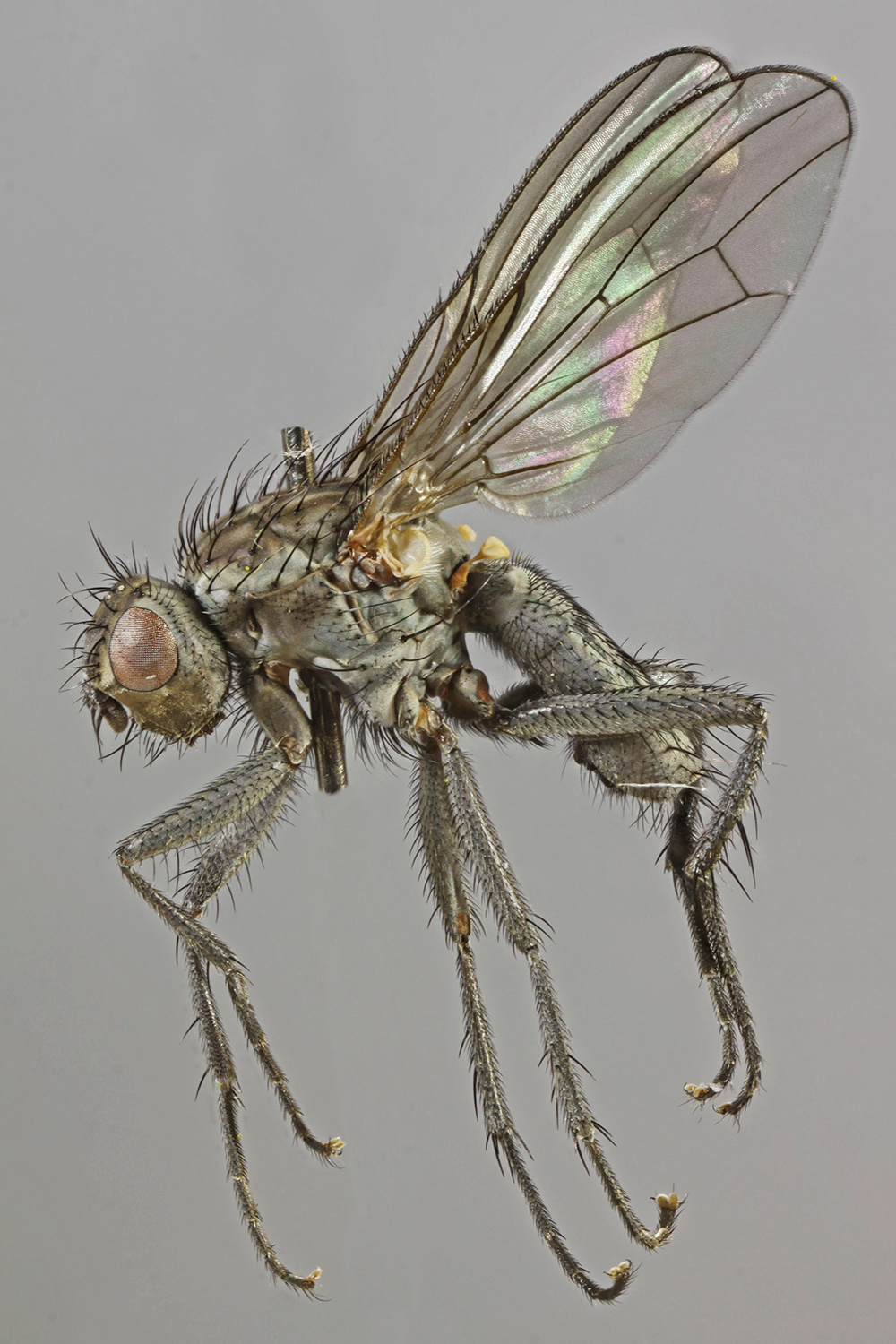
Fucellia fucorum (Pays de Galles)

Les imagos d'Aleochara obscurella se rencontrent au sein des amas de varech des côtes littorales, dans la zone maintenue constamment humide et à une douce température par la fermentation. Héliofuges, ils se calfeutrent en petits groupes dans d'étroites galeries à quelques centimètres de la surface. Agiles et rapides, ils sont parfois prédateurs mais principalement nécrophages, dévorant par exemple des fragments de lombrics; ils semblent ne s'envoler qu'exceptionnellement,,.
Les larves d'Aleochara obscurella sont endoparasites des pupes de diptères fucicoles, c'est-à-dire que les larves de ces mouches se nourrissent exclusivement d'algues en décomposition déposées par les marées. Souvent abondantes, ces espèces constituent une ressource importante pour de nombreux prédateurs. Autant leurs larves se rencontrent dans les profondeurs très chaudes et humides du tas de varech, autant leur pupaison s'effectue sur les pourtours de ce tas, moins humide et tiède ; ce dernier étant le lieu de vie exclusif des Staphylinidae. Les proies de prédilection des larves d'A. obscurella sont les Coelopidae Coelopa pilipes et Coelopa frigida ainsi que l'Anthomyiidae Fucellia fucorum et la Sepsidae Orygma luctuosum,,,. 
L'accouplement est assez bref et se reproduit à intervalles assez rapprochés. Il semble que les œufs soient pondus isolément (un seul par pupe), sur d'assez longs intervalles et s'échelonne sur une dizaine de jours. Elle est de l'ordre de 7 à 8 œufs pour chaque femelle.
L'éclosion se fait très peu de temps après la ponte : en trois jours maximum sort une larvule campodéiforme très agile qui possède des appendices buccaux très mobiles, un abdomen muni de longs poils et des pattes terminées par un ongle bien développé. De mœurs fouisseuses, elle pénètre dans une pupe et se glisse contre la nymphe. Cette dernière est complètement vidée de ses organes (muscles et tissu adipeux) ; seuls les téguments, déjà chitinisés, restent intacts, sauf au niveau du thorax qui est fracturé par le parasite. La nymphe du diptère reste vivante tout au long de cette étape. Par la suite, la larve se métamorphose en une larve de second stade puis de troisième stade de type éruciforme, la seconde phase, plus petite, ayant une morphologie très proche de la troisième. Celle-ci a des antennes et des pattes réduites à l'état de moignons trapus, en apparence inarticulés, et l'ongle qui termine les pattes est rudimentaire. Les poils ont également disparu. Les larves de Meloidae et de Carabidae ont une morphologie analogue. Cette larve se nymphose ensuite la plupart du temps au sein de la pupe, mais il est possible de rencontrer des métamorphoses externes sans que cela ne soit invalidant. Quelques mois plus tard, l'imago émerge enfin,,.
A. obscurella semble plutôt bivoltine avec une génération vernale et une autre estivale. Cependant, les générations peuvent se chevaucher et il est envisageable qu'elle soit trivoltine,.

Les différents stades de développement d'Aleochara obscurella
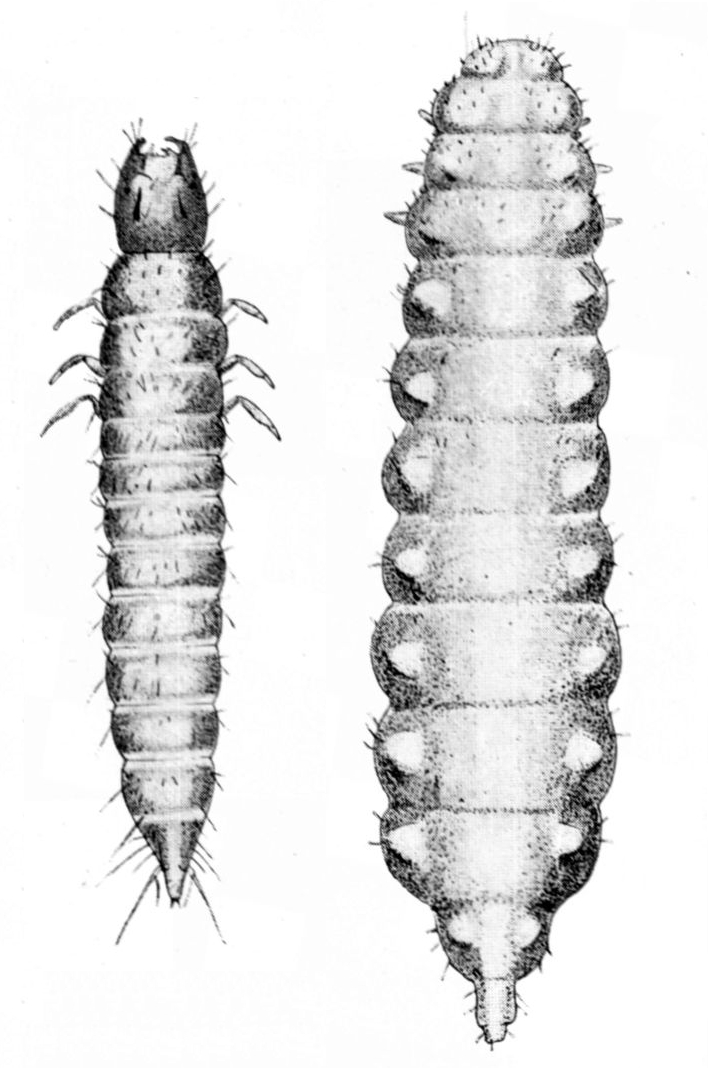
Face dorsale des stades larvaires de l'espèce proche Aleochara bilineata. À gauche, premier stade dit campodéiforme, à droite, deuxième stade dit éruciforme.
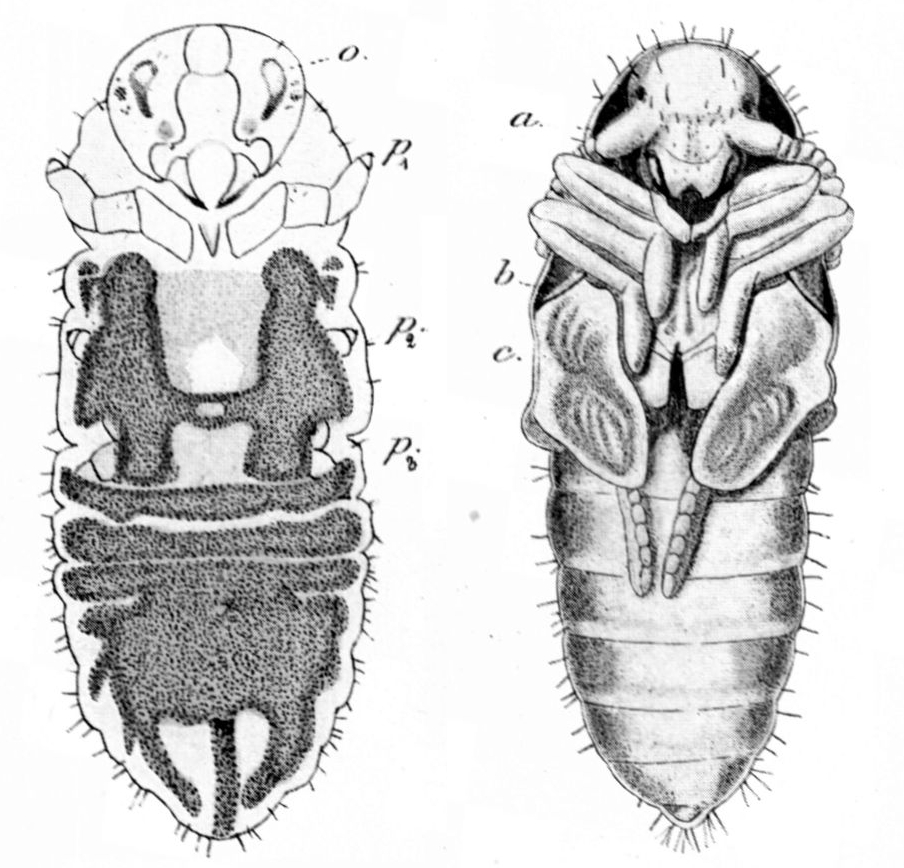
Face ventrale de la pré-pupe[3] (à gauche) et de la nymphe (à droite) d''A. obscurella
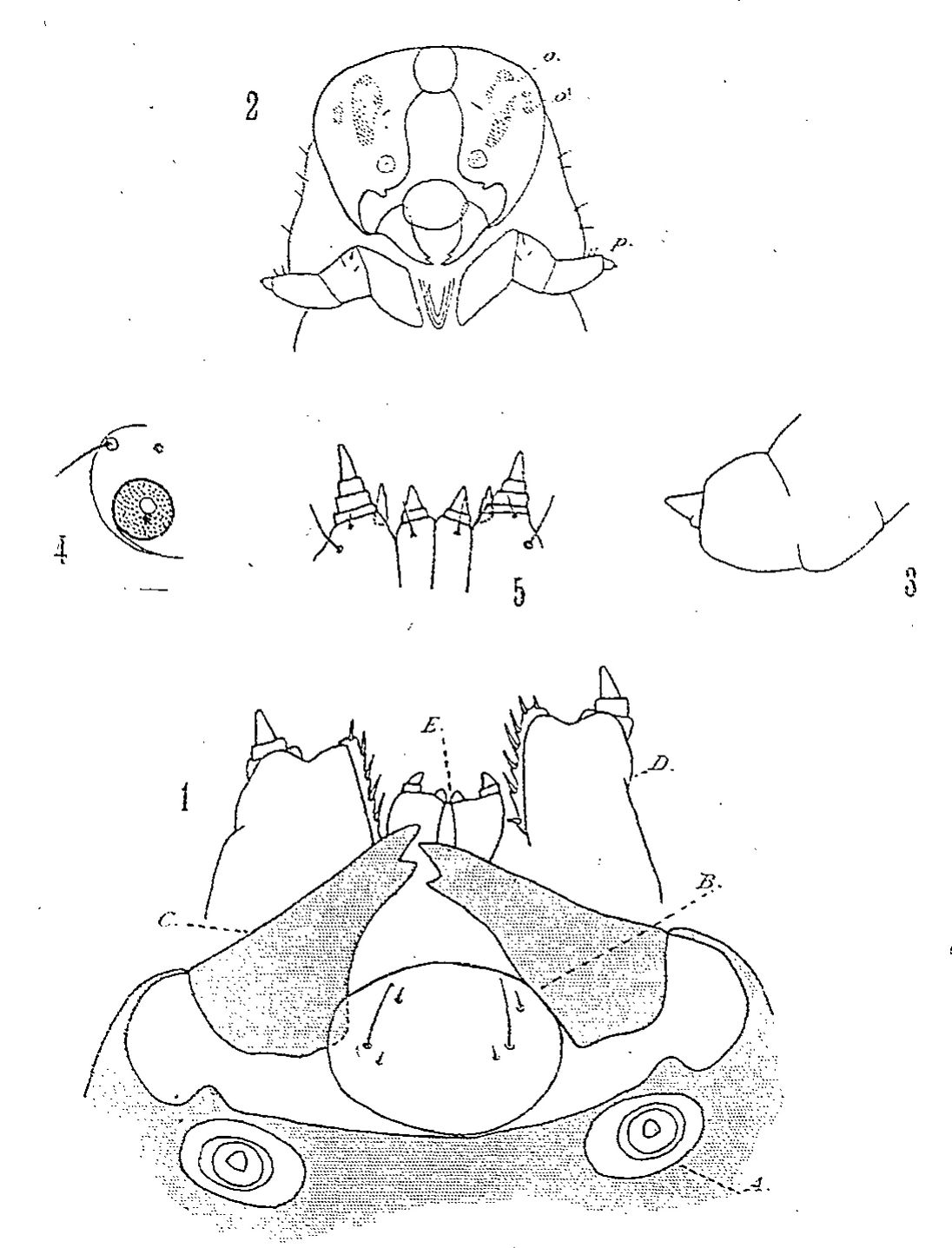
Morphologie de la tête d'une larve d'A. obscurella de deuxième stade
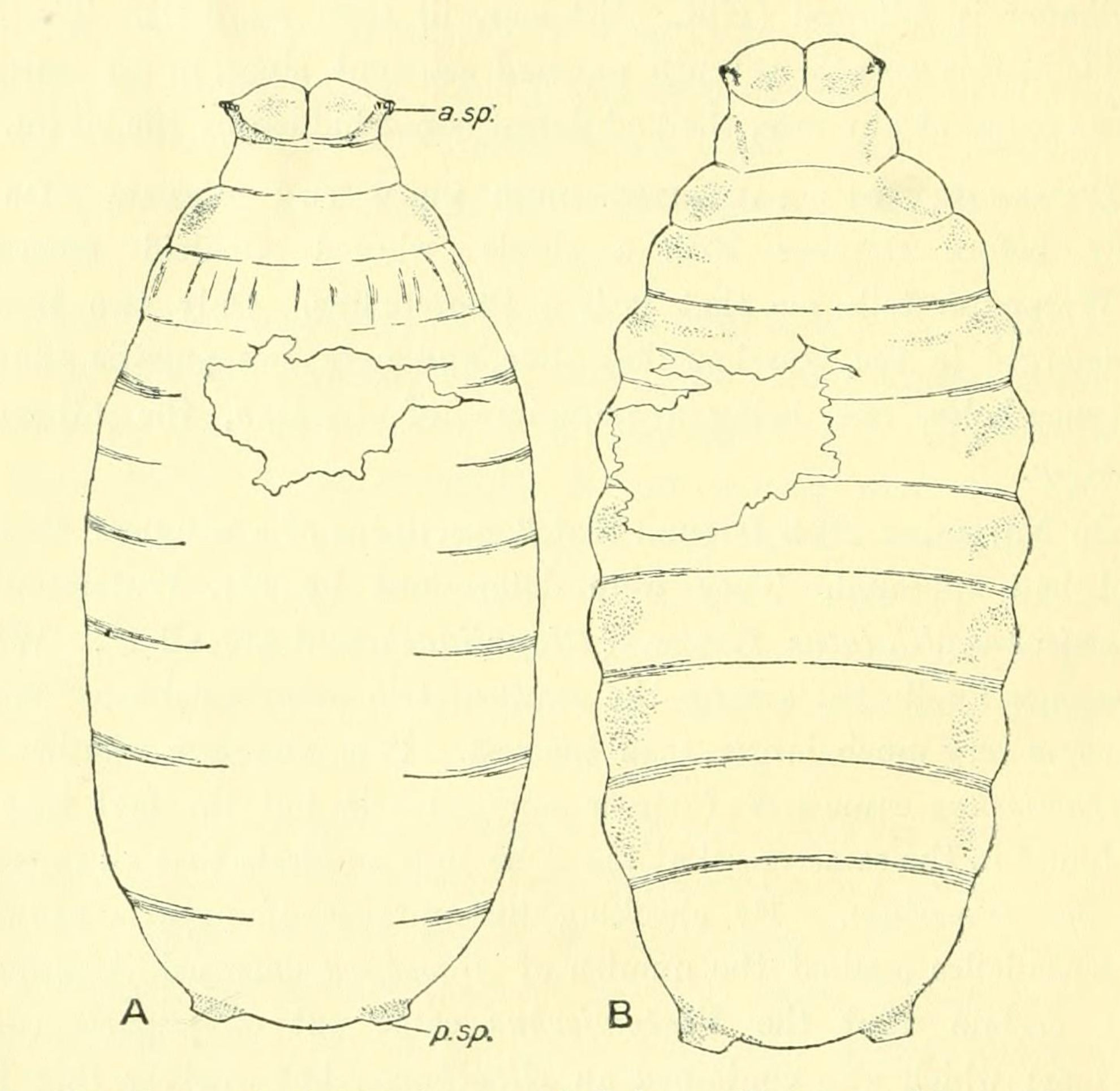
Pupes de Coelopa pilipes (A) et C. frigida (B) qu'A. obscurella a parasité. Chacune montre un trou d'émergence irrégulier.

## Répartition
La répartition d'Aleochara obscurella semble être corrélée avec celle de ses proies et en particulier avec celles de Coelopa pilipes et C. frigida. A. obscurella est présente sur les côtes maritimes des îles Canaries, du Maroc et d'Europe. Plus précisément, elle se rencontre au moins en Irlande, au Royaume-Uni, en Belgique, aux Pays-Bas, en Norvège, en Suède au Danemark et en Allemagne. En France, cette espèce est référencée sur les littoraux des Côtes d'Armor, du Pas de Calais, du Nord, du Calvados, d'Ille-et-Vilaine, de Loire-Atlantique et de Charente Maritime. Quant aux littoraux méditerranéens, les données très rares (Hyères) demandent d'être confirmées.
Aleochara obscurella est considérée comme rare mais peut-être localement abondante dans les gros tas de varech amassés par les récolteurs de ces algues afin de servir d'engrais.